# Boisbreteau
Boisbreteau és un municipi francès situat al departament del Charente i a la regió de la Nova Aquitània. L'any 2007 tenia 124 habitants.

## Demografia

### Població
El 2007 la població de fet de Boisbreteau era de 124 persones. Hi havia 60 famílies de les quals 20 eren unipersonals (12 homes vivint sols i 8 dones vivint soles), 24 parelles sense fills i 16 parelles amb fills.
La població ha evolucionat segons el següent gràfic:
Habitants censats

### Habitatges
El 2007 hi havia 77 habitatges, 61 eren l'habitatge principal de la família, 9 eren segones residències i 7 estaven desocupats. Tots els 77 habitatges eren cases. Dels 61 habitatges principals, 52 estaven ocupats pels seus propietaris, 5 estaven llogats i ocupats pels llogaters i 4 estaven cedits a títol gratuït; 1 tenia una cambra, 6 en tenien dues, 8 en tenien tres, 12 en tenien quatre i 34 en tenien cinc o més. 57 habitatges disposaven pel capbaix d'una plaça de pàrquing. A 22 habitatges hi havia un automòbil i a 35 n'hi havia dos o més.

### Piràmide de població
La piràmide de població per edats i sexe el 2009 era:
| Homes | Edats   | Dones |
| ----- | ------- | ----- |
| 0     | 95 o +  | 0     |
| 0     | 90 a 94 | 0     |
| 4     | 85 a 89 | 4     |
| 0     | 80 a 84 | 4     |
| 8     | 75 a 79 | 4     |
| 0     | 70 a 74 | 4     |
| 8     | 65 a 69 | 4     |
| 4     | 60 a 64 | 4     |
| 4     | 55 a 59 | 0     |
| 12    | 50 a 54 | 12    |
| 0     | 45 a 49 | 8     |
| 0     | 40 a 44 | 0     |
| 4     | 35 a 39 | 0     |
| 0     | 30 a 34 | 8     |
| 12    | 25 a 29 | 4     |
| 4     | 20 a 24 | 0     |
| 4     | 15 a 19 | 0     |
| 4     | 10 a 14 | 0     |
| 0     | 5 a 9   | 0     |
| 0     | 0 a 4   | 0     |

## Economia
El 2007 la població en edat de treballar era de 73 persones, 50 eren actives i 23 eren inactives. De les 50 persones actives 45 estaven ocupades (26 homes i 19 dones) i 5 estaven aturades (3 homes i 2 dones). De les 23 persones inactives 16 estaven jubilades, 3 estaven estudiant i 4 estaven classificades com a «altres inactius».

### Ingressos
El 2009 a Boisbreteau hi havia 55 unitats fiscals que integraven 111 persones, la mediana anual d'ingressos fiscals per persona era de 14.262 €.

### Activitats econòmiques
Dels 6 establiments que hi havia el 2007, 1 era d'una empresa de fabricació d'altres productes industrials, 3 d'empreses de construcció, 1 d'una empresa de transport i 1 d'una empresa de serveis.
Dels 2 establiments de servei als particulars que hi havia el 2009, 1 era un guixaire pintor i 1 fusteria.
L'any 2000 a Boisbreteau hi havia 11 explotacions agrícoles que ocupaven un total de 280 hectàrees.

## Poblacions més properes
El següent diagrama mostra les poblacions més properes.